# Emmagraben
Der Emmagraben ist ein 5,5 Kilometer langer linker Zufluss des Flaggenbachs im Flusssystem der Werse in Nordrhein-Westfalen.

## Verlauf
Der kleine Bachlauf beginnt mit einem Graben im Waldgebiet Hohe Ward südlich des Hiltruper Sees in Münster/Westfalen. Er fließt weitgehend begradigt durch das Waldgebiet in südöstliche Richtungen, unterquert die Bahnstrecke Münster–Hamm und bildet auf einer Länge von etwa 1,6 Kilometer die Grenze zwischen Kreis Warendorf und Münster. Der Bachlauf wendet sich dann durch Felder weiter ostwärts in den Kreis Warendorf. Er nimmt von rechts den Rietgraben auf und mündet in der Albersloher Bauerschaft Sunger in den Flaggenbach, welcher 380 Meter weiter bachabwärts in die Werse einfließt.